# برنادت سوبیرو
ماری-برنارد "برنادت" سوبیرو (به فرانسوی: Marie-Bernarde "Bernadette" Soubirous) یک قدیس مسیحی کلیسای کاتولیک و اهل فرانسه بود. او در ۱۴ سالگی مدعی شد بانوی کوچکی که از نظر او مریم مقدس بوده را در جلوی یک غار در روستای لوردز دیده‌است. محل این مکاشفه مورد توجه زائرین مسیحی قرار گرفته‌است که از آب آن برای شفاء استفاده می‌کنند.

## زندگی
در ژانویه ۱۸۴۴ - در روستای لورد در جنوب فرانسه به دنیا آمد. وی بزرگ‌ترین فرزند خانواده ۷ نفره و فقیر خود بود. او مدعی شد بانویی مقدس را می‌بیند و با او گفتگو می‌کند. عده‌ای به او ایمان آورده و عده‌ای دیگر او را دروغگو خواندند، ولی حرف‌های برنادت که از طرف آن بانوی مقدس (مریم مقدس) بیان می‌کرد و به همه مردم روی زمین پیامهای خوب زیستن را بیان می‌کرد.
برنادت در طول زندگیش معجزات بسیاری از جمله شفای بیماران لاعلاج انجام داد و سرانجام در ۱۶ آوریل ۱۸۷۹ در سن ۳۵ سالگی از دنیا رفت. ۵۵ سال بعد از مرگش از طرف کلیسا به عنوان قدیس حامی بیماران، خانواده و فقرا پذیرفته شد. پس از ۱۲۷ سال، مقامات بدن او را از کلیسایی که وی در آنجا دفن شده بود بیرون آوردند و دیدند که جنازه‌اش نپوسیده‌است و این محل امروزه زیارتگاه کاتولیکها می‌باشد.

## تجربه شهود
در سن چهارده سالگی برای اولین بار حالت شهود به او دست می‌دهد و طبق گفته خودش «یک خانم کوچک و جوان» را در تو رفتگی تخته سنگی می‌بیند. این تجربه ۱۸ بار دیگر برای او تکرار می‌شود. در دیدارهای بعدی عده‌ای از مردم هم با او می‌رفتند ولی گویا دیگران چیزی نمی‌دیدند. در آن مکان امروز مجسمه‌ای از مریم مقدس قرار داده شده‌است
و چشمه‌ای در همان مکان جاری است. برنادت خود معتقد بود که ایمان و دعا است که بیمار را شفا می‌دهد. آب این چشمه آزمایش شده و هیچ چیز خاصی جز مواد معدنی در آن یافت نشده‌است. تقاضای برنادت برای ساخت کلیسای کوچک در محل یاد شده باعث شد که تعداد زیادی کلیسا در شهر لورد ساخته شود. تمام این کلیساها زیر نظر کلیسای کاتولیک روم هستند. سالانه نزدیک به ۵میلیون زائر از این شهر دیدن می‌کنند. در فرانسه تنها پاریس هتل‌های بیشتری از شهر لورد دارد.

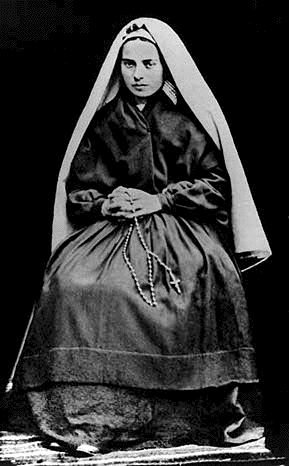
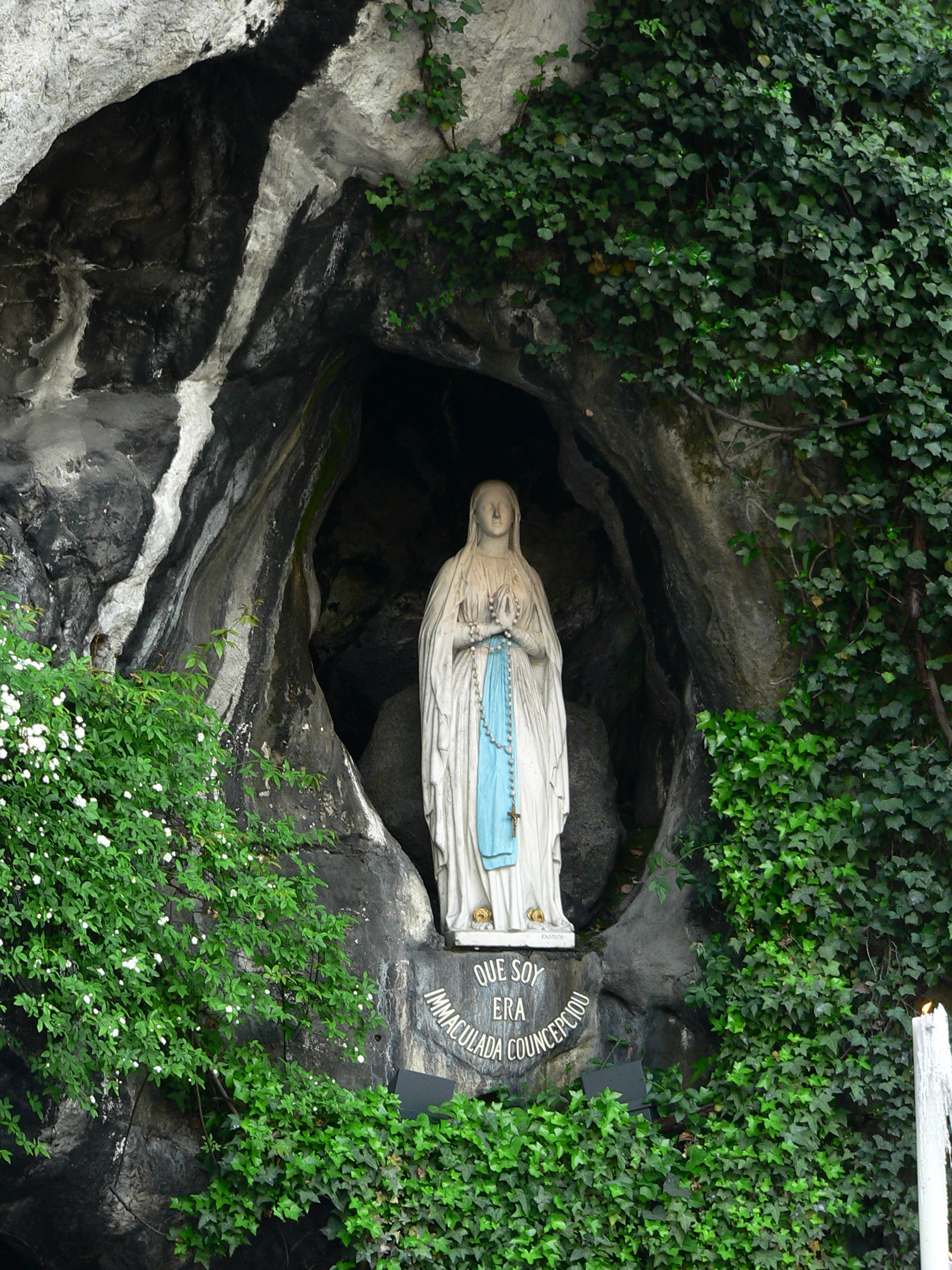
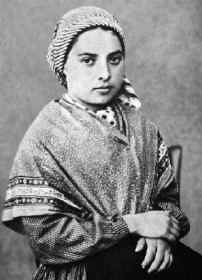

## جسد برنادت

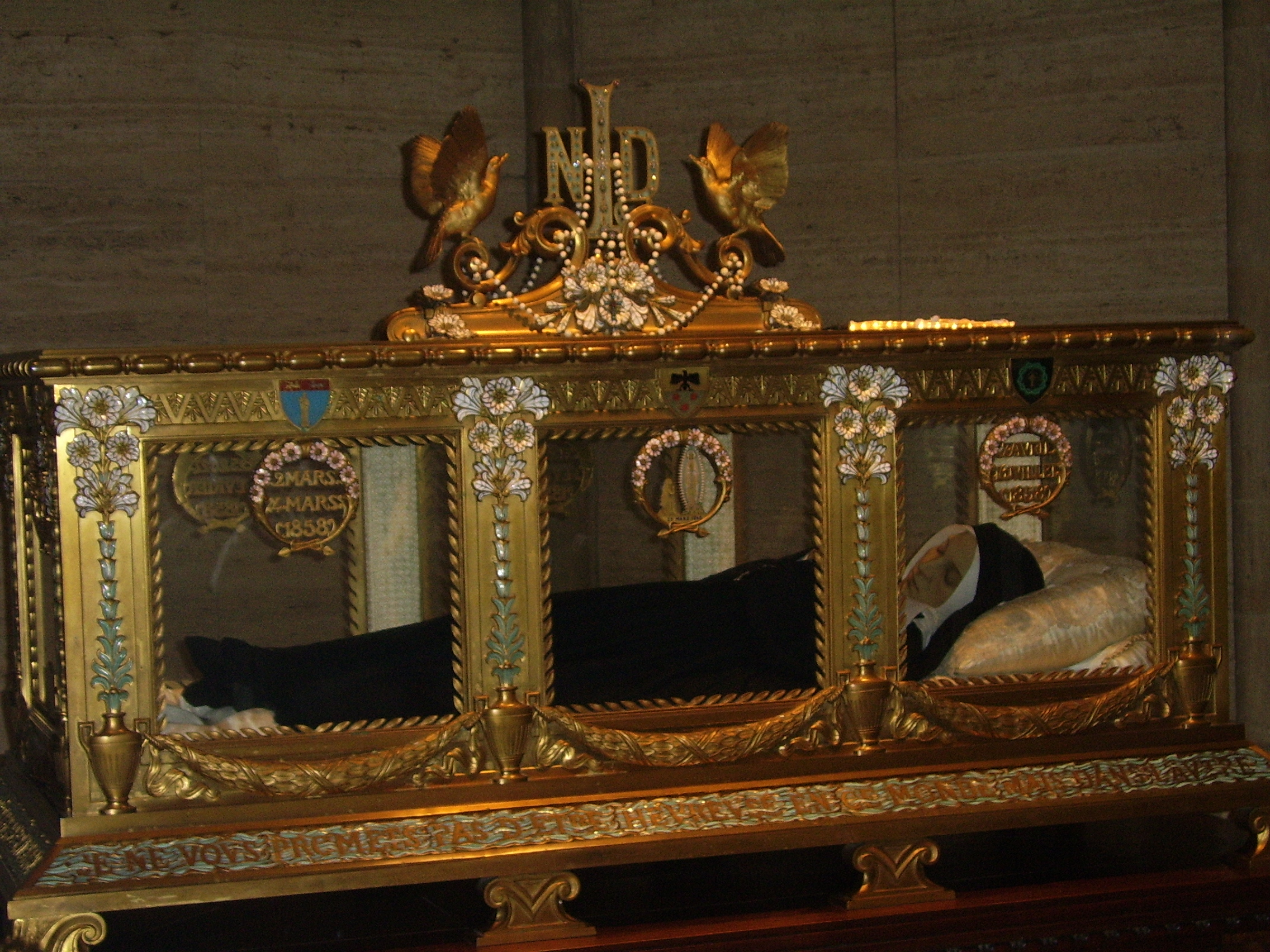

در ۲۲ سپتامبر ۱۹۰۹، بدن او پس از ۳۰ سال از مزار مرطوبش درآورده شد. هرچند صلیبی که در دست او بود و تسبیحش زنگ زده بودند، اما بدنش سالم مانده بود. بدنش را شستند، لباس مجدد بر تنش کردند و دوباره به خاک سپرده شد. بار دوم، در ۳ آوریل ۱۹۱۹، بدن او مجدداً از مزارش درآورده شد. باز هم بدنش سالم مانده بود. در سال ۱۹۲۵ (میلادی)، بدن او برای بار سوم از مزارش درآورده شد. نقابی مومی (بر اساس عکس‌های موجود و ظاهر صورتش) برای وی آماده شد، زیرا کلیسا نگران بود که هر چند بدن او سالم مانده، اما چشمان و بینی تورفته و رنگ تیره شدهٔ پوستش، تأثیر نامناسبی بر مردم داشته باشد. بدن او اکنون در کلیسای سنت برنادت در Nevers محل زیارت مؤمنان کلیسای کاتولیک است. بدن او، با عمر نزدیک به ۱۴۰ سال، هنوز سالم است.